# NGC 7624
NGC 7624 (другие обозначения — PGC 71126, UGC 12527, IRAS23179+2702, MCG 4-55-4, ZWG 476.12, MK 323, KUG 2317+270) — спиральная галактика с перемычкой (SBc) в созвездии Пегас.
Этот объект входит в число перечисленных в оригинальной редакции «Нового общего каталога».
В галактике вспыхнула сверхновая SN 2008ea типа IIP, её пиковая видимая звездная величина составила 17,0.
В галактике вспыхнула сверхновая SN 2010kc типа Ib, её пиковая видимая звездная величина составила 17,1.